# Fonte Gaia
Fonte Gaia je monumentalni vodnjak, ki se nahaja na trgu Piazza del Campo v središču Siene v Italiji.
Prvi vodnjak na trgu Piazza del Campo je bil dokončan leta 1342, potem ko je hidravlična gradnja vodila vodo do mesta. Podzemne cevi so do mesta pripeljale vodo iz oddaljenosti 25 kilometrov. Legenda pravi, da je bil vodnjak sprejet z veliko veselja, zato je dobil ime Gaia ali 'radostni'. Drugi predlagajo, da se izraz Gaia nanaša na latinski izraz 'nevesta' in da je bil vodnjak posvečen božji nevesti in zavetnici Siene, Devici Mariji.  Fontana, plošče in kipi povezujejo glavne vrline rimskih matron z osrednjim reliefom Madone in otroka, ki ga nenavadno uokvirjajo zgodbe iz Geneze.
Leta 1419 je vodnjak dobil sedanji okrasni okvir, ki ga je zgradil Jacopo della Quercia. Leta 1858 so prvotne marmornate plošče zamenjale kopije, ki jih je izoblikoval Tito Sarrocchi, pod nadzorom arhitekta Giuseppeja Partinija. Stranski reliefi prikazujejo epizode iz Geneze: Stvarjenje Adama in Izgon iz rajskega vrta. Volkovi, ki bruhajo vodo, predstavljajo volkuljo-mater Romula in rema in so del obnovljenega vodnjaka. Dve goli ženski figuri sta nekoč krasili sprednja dva stebra, za katera se tradicionalno domneva, da predstavljata Reo Silvio in Acco Larentio, v počastitev domnevnih povezav Siene s starim Rimom. Te niso bile dodane pri rekonstrukciji, vendar jih je mogoče videti skupaj z originalnimi ploščami v muzeju v Santa Maria della Scala, stari bolnišnici s pogledom na Piazza del Duomo. Dolg odsek vodnjaka v središču krasi Madona z otrokom, obdans z alegorijami Vrlin.